# Stuart Whitman
Stuart Maxwell Whitman (São Francisco, 1º de fevereiro de 1928 – 16 de março de 2020) foi um ator norte-americano.
Whitman tornou-se mais conhecido por seu papel de Jim Crown na telessérie Cimarron Strip, de 1967, mas atuou em vários sucessos, como o bangue-bangue The Comancheros (com John Wayne), em 1961, e o épico aéreo Those Magnificent Men in Their Flying Machines 1965, no papel de um romântico aviador.[carece de fontes?]

## Primeiros anos
Whitman foi o primeiro dos dois filhos de Cecilia e Joseph Whitman, cuja necessidade de viagens fez Whitman frequentar nada menos que 20 escolas diferentes. Depois do ciclo colegial, estudou três anos  no Corpo de Engenharia do Exército dos Estados Unidos.  Tornou-se pugilista e chegou a liderar o ranking dos meio-pesados. Depois de dar baixa no exército, matriculou-se na Faculdade da Cidade de Los Angeles e na Academia de Artes Dramática de Los Angeles.[carece de fontes?]

## Carreira no cinema
Contratado pela 20th Century Fox, Whitman foi ator coadjuvante em When Worlds Collide (1951), All American (1953), Brigadoon (1954), Silver Lode (1954), Ten North Frederick (1958), These Thousand Hills (1959) e The Sound and the Fury (1959). Seu primeiro papel protagonista viria em 1960, no filme Murder, Inc..[carece de fontes?]
Em 1961, Whitman foi indicado para o Oscar de Melhor Ator por seu desempenho em The Mark, como um pedófilo, papel que outros atores recusaram fazer.[carece de fontes?] Também atuou (como coadjuvante ou protagonista) em várias produções, dentre as quais se destacam Francis of Assisi, The Fiercest Heart, The Longest Day, The Comancheros (com John Wayne), Convicts 4, The Day and the Hour, Signpost to Murder, Shock Treatment, Rio Conchos, Those Magnificent Men in Their Flying Machines, Sands of the Kalahari,"The City Beneath the Sea", An American Dream, The Last Escape, The Decks Ran Red — filme de 1958, com Dorothy Dandridge, em que Stuart participa do primeiro beijo inter-racial de Hollywood[carece de fontes?] —, The Invincible Six, Night of the Lepus, Shatter, Tony Saitta,  Guyana: Crime of the Century, The Treasure Seekers e The White Buffalo.[carece de fontes?]
Quando Charlton Heston desistiu de protagonizar Darby's Rangers, seu papel ficou com James Garner, e Whitman assumiu o personagem que seria de Garner.

## Televisão
Em 1957, Whitman foi cogitado para o papel de "Bart Maverick", da telessérie Maverick. O estúdio precisava de um ator parecido com James Garner para se revezar no papel — como Whitman —, porém o papel ficou com Jack Kelly.[carece de fontes?]
Uma década mais tarde, Whitman fez um trabalho memorável numa única temporada de Cimarron Strip, no papel do herói Jim Crown. A série, cujos episódios duravam 90 minutos, ainda é lembrada por sua canção-tema, pelo profissionalismo da produção e pelo desempenho de Whitman. O elenco tinha ainda Randy Boone, que viveu o fotógrafo Francis Wilder.[carece de fontes?]
Anos depois, Whitman fez o papel de Jonathan Kent (pai de Clark Kent) no seriado Superboy.[carece de fontes?]
Whitman fez mais de duzentas participações em vários filmes e seriados entre 1951 e 2000. Um de seus primeiros papéis foi em 1957, no seriado sobre os dramas militares Harbor Command, em The Silent Service, baseado em histórias reais da frota de submarinos da Marinha dos Estados Unidos.[carece de fontes?]

## Vida pessoal
Stuart foi casado com Patricia LaLonde de 13 de outubro de 1952 a 1966, quando se divorciaram. Tiveram quatro filhos: Tony (1953), Michael (1954), Scott  (1958) e Linda Whitman (1956). Ainda em 1966, casou-se com a francesa Caroline Boubis, com quem teve um filho, Justin. Divorciaram-se em 1974.[carece de fontes?]

## Morte
Whitman morreu no dia 16 de março de 2020, aos 92 anos, em decorrência de um câncer de pele.

## Filmografia
- Second Chances (1998) .... Buddy
- Two Weeks from Sunday (1997)
- Land of Milk & Honey (1996) .... Robert Riselli
- Improper Conduct (1995) .... Frost
- Trial by Jury (1994) .... Emmett, Valerie's Father
- The Color of Evening (1994) .... George Larson
- Walker Texas Ranger 3: Deadly Reunion (1994) .... Laredo Jake Boyd
- Lightning in a Bottle (1993) .... Jonah Otterman
- Sandman (1993) .... Isaac Tensor
- Smoothtalker (1990) .... Lieutenant Gallagher
- Omega Cop (1990) .... Dr. Latimer
- Ten to Chi to (1990) (voice) .... Narrador da versão em inglês
- Deadly Reactor (1989) .... Duke
- Bersaglio sull'autostrada (1988) .... Joe Frank
- The Treasure of the Amazon (1985) .... Gringo
- First Strike (1985) .... Captain Welch
- Deadly Intruder (1985) .... Captain Pritchett
- Vultures (1983) .... Carlos 'Carl' Garcia
- Horror Safari (1982) .... Mark Forrest
- Butterfly (1982) .... Rev. Rivers
- Demonoid: Messenger of Death (1981) .... pe. Cunningham
- When I Am King (1981) .... Smithy
- Magnum Thrust (1981)
- Traficantes de pánico (1980) .... inspetor
- Cuba Crossing (1980) .... Tony
- The Monster Club (1980) .... Sam, o cineasta
- Delta Fox (1979) .... conselheiro
- Guyana: Crime of the Century (1979) .... rev. James Johnson
- The Treasure Seekers (1979) .... Stack Baker
- La mujer de la tierra caliente (1978) .... o homem
- The Ransom (1977) .... William Whitaker
- Run for the Roses (1977) .... Charlie
- Ruby (1977) .... Vince Kemper
- Eaten Alive (1977) .... xerife Martin
- The White Buffalo (1977) .... Winifred Coxy
- A Special Magnum for Tony Saitta (1976) .... cap. Tony Saitta
- Mean Johnny Barrows (1976) .... Mario Racconi
- Cuibul salamandrelor (1976) .... John Carter
- Crazy Mama (1975) .... Jim Bob
- Las Vegas Lady (1975) .... Vic
- Welcome to Arrow Beach (1974) .... dep. Rakes
- Shatter (1974) .... Shatter
- Run, Cougar, Run (1972) .... Hugh McRae
- Night of the Lepus (1972) .... Roy Bennett
- Captain Apache (1971) .... Griffin
- The Invincible Six (1970) .... Tex
- The Last Escape (1970) .... Lee Mitchell
- Ternos Caçadores (1969) .... O Prisioneiro
- An American Dream (1966) .... Stephen Richard Rojack
- Sands of the Kalahari (1965) .... Brian O'Brien
- Those Magnificent Men in Their Flying Machines (1965) .... Orvil Newton
- Signpost to Murder (1964) .... Alex Forrester
- Rio Conchos (1964) .... cap. Haven
- Shock Treatment (1964) .... Dale Nelson/Arthur
- Le jour et l'heure (1963) .... cap. Allan Morley
- The Longest Day (1962) .... tte. Sheen
- Convicts 4 (1962) .... diretor Keeper
- Os Comancheros (1961) .... Paul Regret
- Francis of Assisi (1961) .... conde Paolo de Vandria
- The Mark (1961) .... Jim Fuller
- The Fiercest Heart (1961) .... Steve Bates
- Murder, Inc. (1960) .... Joey Collins
- The Story of Ruth (1960) .... Boaz
- Hound-Dog Man (1959) .... Blackie Scantling
- These Thousand Hills (1959) .... Tom Ping
- The Sound and the Fury (1959) .... Charlie Busch
- The Decks Ran Red (1958) .... Leroy Martin
- China Doll (1958) (as Stu Whitman) .... tte. Dan O'Neill
- Ten North Frederick (1958) .... Charley Bongiorno
- Darby's Rangers (1958) .... sgt. Hank Bishop
- Bombers B-52 (1957) (não creditado) .... mj. Sam Wesiberg
- Hell Bound (1957) .... Eddie Mason
- Johnny Trouble (1957) .... Johnny
- The Girl in Black Stockings (1957) .... Prentiss
- War Drums (1957) (não creditado) .... Johnny Smith
- Crime of Passion (1957) .... Laboratory Technician
- Seven Men from Now (1956) .... Tenente Collins
- Diane (1956) (não creditado) .... escudeiro de Henri
- King of the Carnival (seriado, 1955) .... Mac, o acrobata
- Interrupted Melody (1955) (não creditado) .... homem na praia
- Passion (1954) (não creditado) .... Bernal
- Brigadoon (1954) (não creditado) .... gerente do New York Club
- Silver Lode (1954) .... Wicker
- Prisoner of War (1954) (não creditado) .... capitão
- Rhapsody (1954) .... Dove
- Walking My Baby Back Home (1953) (não creditado) .... paciente
- Appointment in Honduras (1953) (não creditado) .... telegrafista
- The Veils of Bagdad (1953) (não creditado) .... sargento
- The All American (1953) .... Zip Parker
- The Man from the Alamo (1953) (não creditado) .... Orderly
- All I Desire (1953) (não creditado) .... Dick in Play
- One Minute to Zero (1952) (não creditado) .... oficial
- Barbed Wire (1952) (não creditado) .... comprador de gado
- When Worlds Collide (1951) (não creditado) .... homem no banco durante tumulto
- The Day the Earth Stood Still (1951) .... não-creditado